# منزل خوشرو
منزل خوشرو (بالفارسية: خانه خوشرو) هو منزل تاريخي يعود إلى عصر دولة بهلوية، ويقع في كرمان.